# Josef Håkestad
Josef Håkestad (25 agosto 1907 – 25 ottobre 1977) è stato un calciatore norvegese, di ruolo attaccante.

## Carriera

### Club
Håkestad giocò con la maglia del Larvik Turn.

### Nazionale
Conta 2 presenze per la Norvegia. Esordì l'8 settembre 1935, quando fu schierato in campo nella sfida vinta per 1-5 contro la Finlandia.